# Comet Interceptor
Comet Interceptor — космічний апарат, створюваний під керівництвом Європейського космічного агентства, запуск якого заплановано на 2029 рік. Космічний апарат буде залишатись у точці Ланранжа L2 системи Сонце-Земля і чекати на прольот довгоперіодичної комети з прийнятними траєкторією та швидкістю. Після цього апарат буде спрямований до комети і вперше в історії дослідить довгоперіодичну комету.
Головний дослідник — Герайнт Джонс із Лабораторії космічної науки Малларда у Великобританії. Максимальна вартість платформи космічного корабля становить 150 мільйонів євро без урахування наукових приладів і послуг із запуску.

## Огляд
Довгоперіодичні комети мають дуже витягнуті орбіти та періоди від 200 років до мільйонів років, тому їх зазвичай виявляють лише за кілька місяців до того, як вони пройдуть крізь внутрішню частину Сонячної системи та повернуться у зовнішню Сонячну систему, що залишає замало часу для планування та запуску місії до такої комети. Тому «Перехоплювач комет» буде «припаркований» на стабільній гало-орбіті навколо точки Ланранжа L2 системи Сонце-Земля, де він чекатиме на відкриття комети, орбіта якої дозволить йому здійснити близький проліт повз неї.
«Перехоплювач комет» унікальний тим, що він призначений для зустрічі з поки що невідомою ціллю. Йому доведеться чекати від 2 до 3 років, щоб знайти ціль з прийнятною зміною швидкості (delta-v). Загальна тривалість місії складатиме приблизно 5 років. Місія спроєктована на основі сонячної електричної тяги.
Пошук відповідної комети для прольоту вестимуть наземні спостережні програми, такі як Pan-STARRS, ATLAS або майбутній Великий синоптичний оглядовий телескоп. На випадок, якщо не буде знайдено прийнятної довгоперіодичної комети, як резервна ціль розглядається короткоперіодична комета 73P/Швассмана–Вахмана. Також існує можливість перехоплення міжзоряного об’єкта, що проходитиме через Сонячну систему.
Головною науковою метою місії є охарактеризувати динамічно нову комету, дослідити склад її поверхні, форму, структуру та склад її газової коми.
«Перехоплювач комет» розробляється в межах програми Cosmic Vision Європейського космічного агентства. Над місією спільно працюють Європейське космічне агентство та японське космічне агентство JAXA. «Перехоплювач комет» буде запущений тією ж ракетою-носієм, що й космічний телескоп Європейського космічного агентства ARIEL, який також полетить до точки Лагранжа L2.

## Вторинний космічний корабель
За кілька тижнів до прольоту комети головний космічний корабель (космічний корабель A) запустить два невеликі зонди (B1 і B2), які підійдуть ще ближче до комети і візьмуть пробу речовини в її комі. Кожен з трьох космічних апаратів буде досліджувати склад і густину газу, потік пилу, магнітні поля, а також взаємодію плазми та сонячного вітру, що дозволить побудувати тривимірний профіль цих параметрів навколо комети.
| Космічний корабель елемент | Агентство | Наукове обладнання |
| -------------------------- | --------- | --- |
| А                          | ESA       | CoCa: Тепловізор видимого/ближнього інфрачервоного діапазону MIRMIS: інфрачервоні камери і спектрометр DFP: пил, поля та плазма                                                    |
| B1                         | ДЖАКСА    | HI: Лайман-альфа-воднева камера PS: Plasma Suite WAC: ширококутна камера |
| B2                         | ESA       | OPIC: оптична камера для комет (Vis/IR) MANIaC: Мас-аналізатор нейтралів та іонів у кометах (мас-спектрометр) EnVisS: Картограф коми всього видимого неба DFP: пил, поля та плазма |